# Jerry Cooman
Jerry Cooman (né le 6 janvier 1966 à Ninove) est un coureur cycliste belge. Il est professionnel de 1987 à 1994.

## Palmarès
- 1981
  -  Champion de Belgique sur route débutants
  - 3e du Circuit Het Volk débutants
- 1982
  - Circuit Het Volk débutants
- 1987
  - Grote Prijs Dr. Eugeen Roggeman
- 1988
  - Prix national de clôture
  - 2e du Omloop van de Westkust
- 1989
  - Tour du Limbourg
  - 3e du Samyn
- 1990
  - Grand Prix de la ville de Vilvorde
- 1991
  - 11e et 12e étapes de la Milk Race
  - 4e étape du Tour de Suède
  - Tour de Cologne
  - Saragosse-Sabiñánigo
  - Circuit du Pays de Waes
- 1992
  - Omloop Wase Scheldekant
  - 2e de Saragosse-Sabiñánigo
- 1993
  - Omloop Wase Scheldekant
- 1994
  - 2e de la Ruddervoorde Koerse